# Maratus speculifer
Lycidas speculifer là một loài nhện trong họ Salticidae.
Loài này thuộc chi Lycidas. Lycidas speculifer được Eugène Simon miêu tả năm 1909.